# Berylliumfluoride
Berylliumfluoride (BeF2) is een extreem giftige anorganische verbinding van beryllium en fluor.

## Synthese
Berylliumfluoride kan bereid worden door thermolyse van ammoniumtetrafluorberyllaat(II) bij 900°C:
{\displaystyle {\ce {(NH4)2BeF4 -> BeF2 + 2NH4F}}}
Ammoniumtetrafluorberyllaat(II) is een complex dat gevormd wordt door reactie van berylliumhydroxide met ammoniumbifluoride:
{\displaystyle {\ce {Be(OH)2 + 2(NH4)HF2 -> (NH4)2BeF4 + 2H2O}}}

## Structuur en eigenschappen
Berylliumfluoride bezit bijzonder sterke covalente bindingen met een polymere ketenvormige structuur in de vaste fase, waarbij ieder berylliumatoom tetraëdrisch omringd is door vier fluoratomen. De fluoratomen doen dienst als brug tussen de berylliumatomen. De bindingssterkte tussen beryllium en fluor is bijzonder groot, omdat beide elementen volgens de HSAB-theorie een grote affiniteit voor elkaar bezitten.
In de gasfase komt berylliumchloride voor als lineaire monomere en dimere BeF2-eenheden. De elektrondeficiënte aard van beryllium wordt door een partieel dubbelbindingskarakter gereduceerd. De bindingslengte in de monomeren bedraagt 143 pm.
Berylliumfluoride vormt met fluoride-ionen fluorberyllaten:
{\displaystyle {\ce {BeF2 + 2F- -> BeF4^2-}}}

### Hydrolyse
In tegenstelling tot de overige berylliumhalogeniden, die in water gehydrateerd worden en waarbij vervolgens dissociatie optreedt, verloopt de hydrolyse van berylliumfluoride complexer. De reactieketting start met de vorming van een adduct met water, waarna een auto-ionisatie optreedt:
{\displaystyle {\ce {BeF2 + 2H2O <=> [BeF2(H2O)2]}}}
{\displaystyle {\ce {2[BeF2(H2O)2] <=> [BeF3(H2O)]- + [BeF(H2O)3]+}}}
Beide gevormde ionen ondergaan elk een verdere reactie:
{\displaystyle {\ce {2[BeF3(H2O)]- <=> [BeF4]^2- + [BeF2(H2O)2]}}}
{\displaystyle {\ce {2[BeF(H2O)3]+ <=> [BeF2(H2O)2] + [Be(H2O)4]^2+}}}
De oplossing van dit aquacomplex reageert licht zuur:
{\displaystyle {\ce {[Be(H2O)4]^2+ + H2O <=> H3O+ + [Be(H2O)3(OH)]+}}}

## Toepassingen
Berylliumfluoride wordt gebruikt voor de bereiding van zuiver beryllium. Dit gebeurt door de reductie ervan met magnesium bij 1300°C:
{\displaystyle {\ce {BeF2 + Mg -> Be + MgF2}}}
Daarnaast wordt het verwerkt in bepaalde soorten glas en gebruikt in kernreactoren: gesmoltenzoutreactor.